# Place Saint-Michel (Le Mans)
Pour les articles homonymes, voir Place Saint-Michel.
La place Saint-Michel est une place publique de la ville du Mans, dans le département de la Sarthe.

## Situation et accès
Cette place fermée, qui constitue l'ancien cœur ecclésiastique de la Cité Plantagenêt, borde le flanc de la cathédrale Saint-Julien. Elle ouvre au sud-ouest sur les rues des Chanoines, de la Reine-Bérangère et du Doyenné. Au sud, on accède directement à la place du Jet d'eau et à celle des Jacobins. Le haut de l'escalier du jet d'eau offre une belle vue sur les quartiers Jacobins et Saint-Nicolas.

## Historique
Durant l'époque gallo-romaine, elle est déjà le point central de Vindunum, certainement le forum de la capitale de Cénomanie. Elle fut l'une des deux places les plus importantes de la vieille ville au Moyen Âge avec la place Saint-Pierre, lieu hégémonique des comtes du Maine. Chacune des deux places sera alors un fief réservé et strictement gardé par l'une des deux autorités de la ville. La cathédrale Saint-Julien prit place dès 1080 (date certaine du redressement d'un édifice probablement antérieur) au sud-est de la place. Ce fut également un pôle hospitalier avec l'ancien hôpital des Pauvres du Christ dont il ne reste plus que des vestiges.
La place comporte nombre de bâtisses remarquables avec pour ne citer qu'elles : la Maison de Scarron, ancienne demeure de l'écrivain durant sa vie dans la cité rouge ; la maison Saint-Paul datée du début du XVIe siècle au nord de la place, donnant directement vers le contrebas de la cité, amenant aux rives de la Sarthe. Enfin le grand Palais du Grabatoire, également du XVIe siècle, devenu aujourd'hui évêché, est l'ancienne demeure des envoyés royaux; Louis XIV et Marie de Médicis y ont par exemple été accueillis. Jusqu'à la révolution, la place Saint-Michel accueillit les maisons des chanoines, une école ecclésiastique, mais aussi une bibliothèque et un cloître. La maison dite Saint-Bertrand a aujourd'hui disparu. Elle fut certainement construite au XIIe siècle et fut l'ancien palais épiscopal de la ville. Elle fut rasée au XIXe siècle.
Le sol de maison à maison, ainsi que les bornes de pierre contre les maisons sont inscrits au titre des monuments historiques depuis le 6 avril 1945